# Oedaleus decorus
Oedaleus decorus är en insektsart som först beskrevs av Ernst Friedrich Germar 1825.  Oedaleus decorus ingår i släktet Oedaleus och familjen gräshoppor.

## Underarter
Arten delas in i följande underarter:
- O. d. decorus
- O. d. asiaticus